# Gran Premio motociclistico di Spagna 1955
Il Gran Premio motociclistico di Spagna fu il primo appuntamento del motomondiale 1955 (dopo essere stato l'ultimo appuntamento della precedente stagione).
Si svolse il 1º maggio 1955 presso il Circuito del Montjuïc. Erano in programma le classi 125, 500 e sidecar.
La 500, dominata dalle quattro cilindri Gilera e MV Agusta, vide la vittoria di Reg Armstrong, con il campione in carica della categoria Geoff Duke ritirato.
In 125, prima vittoria per Luigi Taveri. Prima vittoria anche per il sidecarista Willi Faust, assente il campione del mondo in carica Wilhelm Noll.

## Classe 500
15 piloti alla partenza, 8 al traguardo.

### Arrivati al traguardo
| Pos. | Pilota            | Moto      | Tempo         | Punti |
| ---- | ----------------- | --------- | ------------- | ----- |
| 1    | Reg Armstrong     | Gilera    | 1h 50' 20" 41 | 8     |
| 2    | Carlo Bandirola   | MV Agusta | +31" 89       | 6     |
| 3    | Umberto Masetti   | MV Agusta | +1' 19" 86    | 4     |
| 4    | Orlando Valdinoci | Gilera    | +1' 20" 69    | 3     |
| 5    | Nello Pagani      | MV Agusta | +1 giro       | 2     |
| 6    | Tito Forconi      | MV Agusta | +1 giro       | 1     |
| 7    | Giuseppe Colnago  | Gilera    | +2 giri       |       |
| 8    | Alfredo Flores    | Norton    | +2 giri       |       |

### Ritirati
| Pilota             | Moto       | Motivo ritiro     |
| ------------------ | ---------- | ----------------- |
| Geoff Duke         | Gilera     | guasto al magnete |
| Stanley Dibben     | Norton     |                   |
| Francisco González | Norton     | uscita di pista   |
| John Grace         | Norton     | caduta            |
| Ken Kavanagh       | Moto Guzzi | ingolfamento      |
| Dickie Dale        | Moto Guzzi | uscita di pista   |
| Duilio Agostini    | Moto Guzzi | incidente         |

## Classe 125
15 piloti alla partenza, 11 al traguardo.

### Arrivati al traguardo
| Pos. | Pilota             | Moto       | Tempo      | Punti |
| ---- | ------------------ | ---------- | ---------- | ----- |
| 1    | Luigi Taveri       | MV Agusta  | 58' 59" 92 | 8     |
| 2    | Romolo Ferri       | FB Mondial | +34" 71    | 6     |
| 3    | Carlo Ubbiali      | MV Agusta  | +34" 88    | 4     |
| 4    | Giuseppe Lattanzi  | FB Mondial | +1' 03" 97 | 3     |
| 5    | Angelo Copeta      | MV Agusta  | +2' 05" 7  | 2     |
| 6    | Marcelo Cama       | Montesa    | +2' 06" 58 | 1     |
| 7    | Juan Atorrasagasti | MV Agusta  | +2' 16" 16 |       |
| 8    | Francisco González | Montesa    | +1 giro    |       |
| 9    | Carlos Del Val     | FB Mondial | +1 giro    |       |
| 10   | Enrique Sirera     | Montesa    | +2 giri    |       |
| 11   | Willi Scheidhauer  | MV Agusta  | +3 giri    |       |

### Ritirati
| Pilota            | Moto       | Motivo ritiro |
| ----------------- | ---------- | ------------- |
| Mario Carando     | MV Agusta  | avaria        |
| Tarquinio Provini | FB Mondial | caduta        |
| Juan Bertrand     | Montesa    |               |
| John Grace        | Montesa    |               |

## Classe sidecar
10 equipaggi alla partenza, 9 al traguardo.

### Arrivati al traguardo
| Pos | Pilota         | Passeggero      | Moto   | Tempo         | Punti |
| --- | -------------- | --------------- | ------ | ------------- | ----- |
| 1   | Willi Faust    | Karl Remmert    | BMW    | 1h 02' 02" 95 | 8     |
| 2   | Cyril Smith    | Stanley Dibben  | Norton | +59" 45       | 6     |
| 3   | Eric Oliver    | Eric Bliss      | Norton | +2' 18" 89    | 4     |
| 4   | Rudolf Koch    | Christian Wirth | BMW    | +1 giro       | 3     |
| 5   | Ernesto Merlo  | Vittorio Mussa  | Gilera | +1 giro       | 2     |
| 6   | Roland Benz    | Jakob Kugler    | Norton | +2 giri       | 1     |
| 7   | Fron Purslow   | Alan Goodwin    | BSA    | +2 giri       |       |
| 8   | Bill Beevers   | Brian Morris    | Norton | +2 giri       |       |
| 9   | Luigi Marcelli | Lorenzo Dobelli | Norton | +2 giri       |       |

### Ritirati
| Pilota        | Passeggero | Moto | Motivo ritiro |
| ------------- | ---------- | ---- | ------------- |
| Roger Montané | n.d.       | Clúa | incidente     |